# 麥卡登維爾 (北卡羅萊納州)
麥卡登維爾（英語：McAdenville）是一個位於美國北卡羅萊納州加斯頓縣的城鎮。

## 人口
根據2020年美國人口普查的數據，麥卡登維爾的面積為3.67平方千米，當中陸地面積為3.51平方千米，而水域面積為0.16平方千米。當地共有人口890人，而人口密度為每平方千米243人。